# Mogofores
Mogofores is een plaats (freguesia) in de Portugese gemeente Anadia en telt 875 inwoners (2001).